# Selezioni giovanili della nazionale maschile di pallavolo del Perù
Le selezioni giovanili della nazionale maschile di pallavolo del Perù sono gestite dalla federazione pallavolistica del Perù (FPV) e partecipano ai tornei pallavolistici internazionali per squadre nazionali maschili limitatamente a specifiche classi d'età.

## Under-23
La selezione nazionale Under-23 rappresenta il Perù nelle competizioni internazionali dove il limite di età è di 23 anni.
| 2014 | non qualificata |
| 2016 | 5º posto        |

| 2012 | non qualificata |
| 2014 | non qualificata |
| 2016 | non qualificata |
| 2018 | 5º posto        |
| 2021 | non qualificata |
| 2023 | 3º posto        |
| 2024 | 2º posto        |

| 2021 | 2º posto |

## Under-21
La selezione nazionale Under-21 rappresenta il Perù nelle competizioni internazionali dove il limite di età è di 21 anni.
| 1977 | 15º posto       |
| 1981 | non qualificata |
| 1985 | non qualificata |
| 1987 | 16º posto       |
| 1989 | non qualificata |
| 1991 | non qualificata |
| 1993 | non qualificata |
| 1995 | non qualificata |
| 1997 | non qualificata |
| 1999 | non qualificata |
| 2001 | non qualificata |
| 2003 | non qualificata |
| 2005 | non qualificata |
| 2007 | non qualificata |
| 2009 | non qualificata |
| 2011 | non qualificata |
| 2013 | non qualificata |
| 2015 | non qualificata |
| 2017 | non qualificata |
| 2019 | non qualificata |
| 2021 | non qualificata |
| 2023 | non qualificata |

| 1972 | 5º posto        |
| 1974 | non qualificata |
| 1976 | 5º posto        |
| 1978 | 3º posto        |
| 1980 | non qualificata |
| 1982 | non qualificata |
| 1984 | 6º posto        |
| 1986 | 7º posto        |
| 1988 | 5º posto        |
| 1990 | 4º posto        |
| 1992 | 6º posto        |
| 1994 | 4º posto        |
| 1996 | 6º posto        |
| 1998 | non qualificata |
| 2000 | 7º posto        |
| 2002 | non qualificata |
| 2004 | 7º posto        |
| 2006 | 6º posto        |
| 2008 | non qualificata |
| 2010 | 7º posto        |
| 2012 | 6º posto        |
| 2014 | 6º posto        |
| 2016 | 6º posto        |
| 2018 | 5º posto        |
| 2022 | 4º posto        |

| 2011 | non qualificata |
| 2015 | non qualificata |
| 2017 | non qualificata |
| 2019 | 8º posto        |
| 2022 | non qualificata |
| 2023 | non qualificata |

## Under-19
La selezione nazionale Under-19 rappresenta il Perù nelle competizioni internazionali dove il limite di età è di 19 anni.
| 1978 | non qualificata |
| 1980 | 6º posto        |
| 1982 | non qualificata |
| 1984 | non qualificata |
| 1986 | 5º posto        |
| 1988 | 4º posto        |
| 1990 | 6º posto        |
| 1992 | 5º posto        |
| 1994 | 4º posto        |
| 1996 | non qualificata |
| 1998 | 7º posto        |
| 2000 | 6º posto        |
| 2002 | non qualificata |
| 2004 | 6º posto        |
| 2006 | 8º posto        |
| 2008 | 6º posto        |
| 2010 | 6º posto        |
| 2012 | 6º posto        |
| 2014 | non qualificata |
| 2016 | 6º posto        |
| 2018 | non qualificata |
| 2022 | 6º posto        |

| 2011 | non qualificata |
| 2017 | 9º posto        |
| 2019 | non qualificata |
| 2022 | non qualificata |
| 2023 | non qualificata |

## Under-17
La selezione nazionale Under-17 rappresentava il Perù nelle competizioni internazionali dove il limite di età è di 17 anni.
| 2011 | 7º posto        |
| 2013 | non qualificata |
| 2014 | 4º posto        |